# Передел (производство)
Передел — часть технологического процесса, заканчивающая выпуском полуфабриката, который может быть использован в дальнейшем производстве продукции или продан на сторону.

## Определение
По мнению ряда экономистов передел — это прерывная стадия обработки, представляющая совокупность операций или производственных процессов, в результате которых изготовляется однородная, по исходному материалу и характеру обработки, продукция.